# Joe Ruklick
Joseph W. "Joe" Ruklick (Princeton, Illinois, 3 de agosto de 1938-Evanston, 17 de septiembre de 2020) fue un jugador de baloncesto estadounidense que disputó tres temporadas en la NBA. Con 2,05 metros de altura, lo hacía en la posición de ala-pívot.

## Trayectoria deportiva

### Universidad
Jugó durante cuatro temporadas con los Wildcats de la Universidad Northwestern, en las que promedió 19,7 puntos y 13,1 rebotes por partido. Lideró a su equipo en puntos y rebotes durante tres temporadas consecutivas, siendo incluido en el tercer mejor quinteto All-American en 1959.

### Profesional
Fue elegido en la undécima posición del Draft de la NBA de 1959 por Philadelphia Warriors, equipo con el que firmó contrato. Allí jugó durante 3 temporadas, siendo la más destacada la primera, en la que promedió 5,0 puntos y 3,5 rebotes por partido. Será recordado como el jugador que le dio la asistencia a Wilt Chamberlain para que consiguiera su punto número 100, en el partido en el que logró el récord absoluto de más puntos en un partido.

## Estadísticas de su carrera en la NBA

### Temporada regular
| Año     | Equipo       | PJ  | MPP | TC%  | TL%  | RPP | APP | PPP |
| ------- | ------------ | --- | --- | ---- | ---- | --- | --- | --- |
| 1959–60 | Philadelphia | 39  | 9.8 | .397 | .722 | 3.5 | .6  | 5.0 |
| 1960–61 | Philadelphia | 29  | 7.7 | .358 | .615 | 2.1 | .3  | 3.2 |
| 1961–62 | Philadelphia | 46  | 6.6 | .327 | .462 | 1.9 | .3  | 2.3 |
| Total   | Total        | 114 | 8.0 | .366 | .613 | 2.5 | .4  | 3.5 |

### Playoffs
| Año   | Equipo       | PJ | MPP | TC%  | TL%  | RPP | APP | PPP |
| ----- | ------------ | -- | --- | ---- | ---- | --- | --- | --- |
| 1960  | Philadelphia | 4  | 3.8 | .222 | —    | 1.3 | .0  | 1.0 |
| 1962  | Philadelphia | 2  | 4.0 | .250 | .500 | 2.0 | .3  | 1.5 |
| Total | Total        | 6  | 3.8 | .231 | .500 | 1.5 | .4  | 1.2 |